# Eléni Artymatá
Eléni Artymatá (en grec moderne Ελένη Αρτυματά) (née le 15 mai 1986 à Paralímni, province de Famagouste) est une athlète chypriote, spécialiste du sprint. 
Elle atteint la finale du 200 m des championnats du monde 2009 à Berlin.

## Carrière
Elle participe aux Jeux olympiques de 2008 à Pékin (200 m, quart de finale), de 2012 à Londres (200 m, demi-finale) et de 2016 à Rio de Janeiro (200 m, séries). 
Elle remporte une médaille de bronze et une médaille d'or aux Jeux méditerranéens de 2009 à Pescara sur 100 et 200 mètres. Aux championnats du monde à Berlin, elle bat son record en 11 s 37, ce qui lui permet d'être demi-finaliste sur 100 m et, peu après, finaliste sur 200 m avec un record en demi-finale à 22 s 64, le 20 août 2009. Elle devient la première athlète chypriote à atteindre une finale mondiale. 
En 2010, elle termine 5e des championnats d'Europe de Barcelone en 22 s 61, nouveau record national.
Sur 200 m, elle remporte la médaille d'or lors des Jeux méditerranéens de 2013 à Mersin devant l'Italienne Libania Grenot, et la médaille de bronze sur 100 m. En août 2013, elle participe aux championnats du monde de Moscou sur le 200 m, mais se blesse après 180 mètres de course.
Eliminée en demi-finale du 200 m lors des Championnats d'Europe d'Amsterdam 2016, Artymata établit avec ses compatriotes (Ramóna Papaïoánnou, Olivia Fotopoulou et Filippa Fotopoulou) du relais 4 × 100 m un nouveau record national en série en 43 s 87, améliorant de près d'une seconde l'ancienne marque de 2015 (44 s 75). Les Chypriotes échouent cependant pour la qualification en finale, se classant 9e.
Lors de la saison 2017, elle délaisse progressivement les épreuves de sprint court, pour monter sur 400 m. Pour sa première course sur la distance, lors d'un stage en Afrique du Sud, elle réalise 53 s 67. Elle porte rapidement ce record à 52 s 13 lors des championnats nationaux le 18 juin, puis à 51 s 61 le 1er juillet, lui permettant de se qualifier pour les championnats du monde 2017. Aux mondiaux de Londres, elle ne passe pas le cap des séries (7e de sa course en 53 s 26).
Le 28 juin 2018, à Tarragone, Eléni Artymatá décroche son premier titre international majeur sur 400 m en remportant la médaille d'or des Jeux méditerranéens. Déjà titrée sur 200 m lors de cette compétition en 2009 et 2013, elle s'impose cette fois sur le tour de piste en 51 s 19, record de Chypre et seconde meilleure performance européenne de l'année. Sur le podium, elle bat la double championne d'Europe de la distance et sa dauphine du 200 m en 2013, l'Italienne Libania Grenot (51 s 32), et une autre Italienne, Maria Benedicta Chigbolu (52 s 14).
Le 18 juillet 2018, elle termine 2e du meeting de Bellinzone derrière Madiea Ghafoor (51 s 12) en 51 s 14, améliorant de cinq centièmes son record personnel et national. Deux jours plus tard, elle remporte facilement le titre aux championnats des Balkans de Stara Zagora, en 51 s 29.
Le 1er mars 2019, elle est éliminée dès les séries du 400 m des championnats d'Europe en salle de Glasgow, mais bat tout de même son record en salle en 53 s 49.
Le 20 juin 2019, elle s'aligne pour la première fois sur 300 m, lors du Golden Spike Ostrava, et bat le record national de la distance en 36 s 41. Elle améliore les 39 s 68 de Christiana Katsari de 2016. Le 25 juillet, elle court en 51 s 67 à Limassol puis remporte en 51 s 93 les championnats d'Europe par équipes seconde ligue à Varaždin.
Aux championnats des Balkans, à Pravetz les 2 et 3 septembre 2019, elle décroche deux médailles d'argent : sur 400 m d'abord en 51 s 77, puis sur 200 m ensuite en 22 s 97 (+ 1,2 m/s), son meilleur temps et premier chrono sous les 23 secondes depuis la demi-finale des Jeux olympiques de 2012. Devancée par la Bulgare Ivet Lalova-Collio (22 s 45), elle réalise par la même occasion les minimas pour les championnats du monde 2019 et les Jeux olympiques d'été de 2020.

## Palmarès
| Date | Compétition                       | Lieu            | Résultat | Épreuve   | Temps   |
| ---- | --------------------------------- | --------------- | -------- | --------- | ------- |
| 2005 | Jeux des petits États d'Europe    | Andorre         | 1re      | 100 m     | 11 s 67 |
| 2005 | Jeux des petits États d'Europe    | Andorre         | 1re      | 200 m     | 23 s 98 |
| 2005 | Jeux des petits États d'Europe    | Andorre         | 1re      | 4 × 100 m | 45 s 40 |
| 2005 | Jeux méditerranéens               | Almeria         | 5e       | 100 m     | 11 s 76 |
| 2005 | Jeux méditerranéens               | Almeria         | 4e       | 200 m     | 23 s 82 |
| 2005 | Championnats d'Europe juniors     | Kaunas          | 3e       | 100 m     | 11 s 74 |
| 2005 | Championnats d'Europe juniors     | Kaunas          | 5e       | 200 m     | 23 s 83 |
| 2007 | Jeux des petits États d'Europe    | Monaco          | 1re      | 100 m     | 11 s 58 |
| 2007 | Jeux des petits États d'Europe    | Monaco          | 1re      | 200 m     | 23 s 39 |
| 2007 | Jeux des petits États d'Europe    | Monaco          | 1re      | 4 × 100 m | 46 s 45 |
| 2009 | Jeux des petits États d'Europe    | Nicosie         | 1re      | 100 m     | 11 s 40 |
| 2009 | Jeux des petits États d'Europe    | Nicosie         | 1re      | 200 m     | 23 s 34 |
| 2009 | Jeux des petits États d'Europe    | Nicosie         | 1re      | 4 × 100 m | 45 s 98 |
| 2009 | Championnats d'Europe par équipes | Banská Bystrica | 2e       | 100 m     | 11 s 62 |
| 2009 | Championnats d'Europe par équipes | Banská Bystrica | 2e       | 200 m     | 23 s 39 |
| 2009 | Jeux méditerranéens               | Pescara         | 3e       | 100 m     | 11 s 55 |
| 2009 | Jeux méditerranéens               | Pescara         | 1re      | 200 m     | 23 s 16 |
| 2009 | Championnats du monde             | Berlin          | 8e       | 200 m     | 23 s 05 |
| 2010 | Championnats d'Europe par équipes | Il-Marsa        | 2e       | 100 m     | 11 s 71 |
| 2010 | Championnats d'Europe par équipes | Il-Marsa        | 1re      | 200 m     | 23 s 49 |
| 2010 | Championnats d'Europe par équipes | Il-Marsa        | 2e       | 4 × 100 m | 46 s 41 |
| 2010 | Championnats d'Europe             | Barcelone       | 5e       | 200 m     | 22 s 61 |
| 2012 | Championnats d'Europe             | Helsinki        | 7e       | 200 m     | 23 s 59 |
| 2013 | Championnats d'Europe par équipes | Kaunas          | 2e       | 100 m     | 11 s 41 |
| 2013 | Championnats d'Europe par équipes | Kaunas          | 1re      | 200 m     | 23 s 15 |
| 2013 | Jeux méditerranéens               | Mersin          | 3e       | 100 m     | 11 s 55 |
| 2013 | Jeux méditerranéens               | Mersin          | 1re      | 200 m     | 23 s 18 |
| 2013 | Jeux méditerranéens               | Mersin          | 2e       | 4 × 100 m | 44 s 79 |
| 2014 | Championnats d'Europe par équipes | Tbilissi        | 1re      | 200 m     | 24 s 13 |
| 2014 | Championnats d'Europe par équipes | Tbilissi        | 1re      | 4 × 100 m | 45 s 11 |
| 2015 | Championnats d'Europe par équipes | Stara Zagora    | 2e       | 200 m     | 23 s 60 |
| 2015 | Championnats d'Europe par équipes | Stara Zagora    | 1re      | 4 x 100 m | 44 s 75 |
| 2015 | Championnats des Balkans          | Pitești         | 4e       | 100 m     | 11 s 51 |
| 2015 | Championnats des Balkans          | Pitești         | 6e       | 200 m     | 23 s 63 |
| 2016 | Championnats d'Europe             | Amsterdam       | 9e       | 4 x 100 m | 43 s 87 |
| 2017 | Championnats des Balkans en salle | Belgrade        | 4e       | 400 m     | 54 s 17 |
| 2017 | Championnats d'Europe par équipes | Tel Aviv        | 2e       | 200 m     | 23 s 39 |
| 2017 | Championnats d'Europe par équipes | Tel Aviv        | 2e       | 400 m     | 52 s 48 |
| 2018 | Jeux méditerranéens               | Tarragone       | 1re      | 400 m     | 51 s 19 |
| 2018 | Championnats des Balkans          | Stara Zagora    | 1re      | 400 m     | 51 s 29 |
| 2019 | Championnats des Balkans en salle | Istanbul        | 1re      | 400 m     | 54 s 18 |
| 2019 | Championnats d'Europe par équipes | Varazdin        | 1re      | 400 m     | 51 s 93 |
| 2019 | Championnats d'Europe par équipes | Varazdin        | 1re      | 4 x 100 m | 44 s 15 |
| 2019 | Championnats des Balkans          | Pravetz         | 2e       | 200 m     | 22 s 97 |
| 2019 | Championnats des Balkans          | Pravetz         | 2e       | 400 m     | 51 s 77 |

## Records
| Épreuve   | Épreuve   | Temps              | Lieu      | Date            |
| --------- | --------- | ------------------ | --------- | --------------- |
| 100 m     | Plein air | 11 s 37            | Berlin    | 16 août 2009    |
| 200 m     | Plein air | 22 s 61 (NR)       | Barcelone | 31 juillet 2010 |
| 300 m     | Plein air | 36 s 41 (NR)       | Ostrava   | 20 juin 2019    |
| 400 m     | Plein air | 50 s 80 (NR)       | Tokyo     | 4 août 2021     |
| 400 m     | En salle  | 53 s 49            | Glasgow   | 1er mars 2019   |
| 4 x 100 m | Plein air | 43 s 87 (NR)       | Amsterdam | 9 juillet 2016  |
| 4 x 400 m | Plein air | 3 min 41 s 52 (NR) | Limassol  | 20 juin 2021    |